# Naco (argot)
El término naco (pronunciaciónⓘ) es una expresión peyorativa usada en el español mexicano para denotar, de forma discriminatoria, aquello que se percibe como vulgar o de mal gusto. Esta connotación negativa se extiende a la descripción de individuos considerados de bajo nivel cultural, ignorantes, con preferencias cuestionables o carentes de educación. Además, el vocablo implica también una falta de urbanidad, civismo y recursos económicos.
El origen de la palabra es incierto. Existen varias teorías sobre su procedencia: podría derivar del otomí con el significado de «cuñado»; ser una forma abreviada de totonaco (grupo étnico de Veracruz); o provenir del náhuatl xinácatl (desnudo), a través de chinacate (persona desarrapada). Se sugiere una derivación a través de chinaco y, finalmente, a naco.
En años recientes, los usos de la palabra han sido objeto de interés entre activistas y académicos por su lugar en el racismo en México.

## Origen y evolución
El origen de naco no está completamente definido, y existen varias hipótesis al respecto. Algunos estudiosos asocian la popularización del término con escritores como José Agustín y Carlos Monsiváis, quienes lo emplearon en sus obras desde la segunda mitad del siglo XX. De acuerdo con Monsiváis, la palabra se originó probablemente como una abreviación de totonaco, empleada originalmente para referirse a los indígenas totonacos y, con el tiempo, a la población indígena en general. Esta explicación carece de evidencia sólida y ha sido criticada por su carácter discriminatorio. Otra teoría relaciona la palabra con las localidades de Naco, Nácori y Nacozari en Sonora, cuyos nombres derivan de una palabra indígena que significa nopal, una planta cactácea muy común en la región. Sin embargo, no existe una conexión histórica o lingüística clara que respalde esta idea. Una tercera hipótesis propone que surge de la fusión de las palabras «nacido» y «corriente». Esta teoría carece de pruebas documentales sólidas. Otras teorías sugieren una posible relación con el portugués naco, que significa «trozo» o «pedazo»; aunque no existe evidencia de que este vocablo haya tenido en portugués una acepción similar a la del español mexicano.

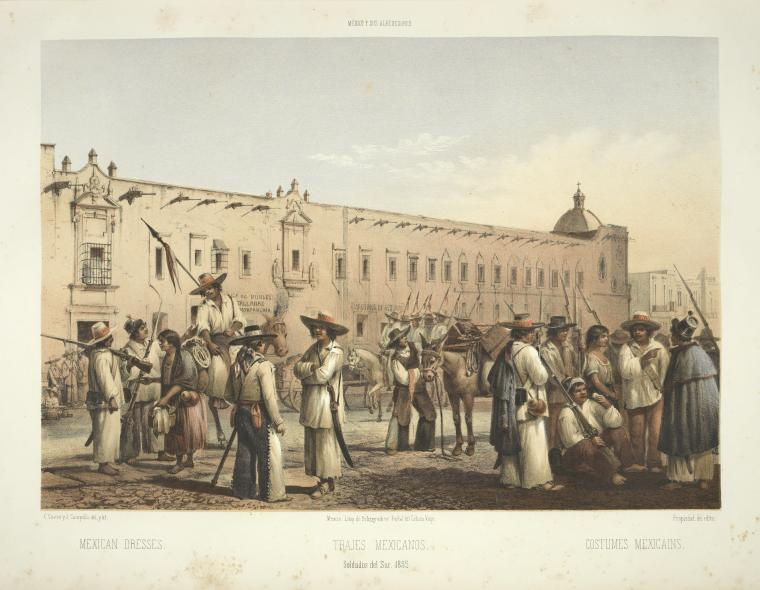
Litografía de 1855 realizada por Casimiro Castro que representa a chinacos del sur de México en el periodo previo a la Guerra de Reforma. Destacaron por su papel en los conflictos del, y se cree que de ellos surgió el término “naco”.

En el ámbito etimológico, la palabra ha sido rastreada a varias lenguas indígenas mexicanas. Diversas fuentes la relacionan con el ópata (donde significaría «nopal») y con el otomí (donde naco significa «cuñado»). El origen etimológico más aceptado proviene del náhuatl xinácatl o tzinnácatl, que se castellanizó como chinacate («persona desarrapada»). En su significado original, xinácatl aludía a la desnudez y se utilizaba para describir a las aves que nacían sin plumas. En las culturas prehispánicas las plumas simbolizaban poder y estatus social elevado. En el siglo XIX, chinacate, o en su forma abreviada chinaco, se utilizaba para referirse a los guerrilleros de la Independencia. En este contexto, chinaco compartía una connotación similar a la de otros términos utilizados en distintos países para referirse a los sectores populares, como sans-culottes en Francia o descamisados en Sudamérica. Posteriormente, durante la Guerra de Reforma y la Intervención Francesa, se empleó para desacreditar a las fuerzas juaristas, aludiendo a su vestimenta desgastada. Durante el Porfiriato, chinaco se contrajo fonéticamente hasta convertirse en naco, asociando el término a la pobreza y la criminalidad.
El uso de naco es relativamente reciente en la literatura. Algunas investigaciones señalan que no aparece en obras publicadas antes de 1980, aunque existen menciones anteriores en diccionarios antiguos de mexicanismos que lo asociaban con indígenas de ciertas regiones. La palabra se documentó por primera vez en 1895 en el Diccionario de mejicanismos de Félix Ramos y Duarte, quien la define como un término propio de Tlaxcala para describir a un «indio vestido de cotón azul, calzoncillos blancos y guaraches». Francisco J. Santamaría retoma esta acepción en su obra homónima y agrega que la palabra es utilizada en Guerrero para referirse a los indígenas nativos y, por extensión, a las personas torpes, ignorantes e iletradas, basándose en una carta de Alfonso L. Nava, senador por dicho estado, respondiendo a su consulta. Esta definición ha sido cuestionada por su falta de precisión y por no ajustarse a otras fuentes etimológicas. El Diccionario de la lengua española (DRAE) registró naco en su vigésima segunda edición (2001) como un adjetivo, probablemente derivado de la voz totonaco, con el significado de «indio» o «indígena». Este registro es el primero para este mexicanismo en particular, diferenciándolo de una entrada previa que definía naco como «andullo u hoja larga de tabaco arrollada» o «pedazo pequeño de tabaco negro», acepción presente en el DRAE desde 1927 y documentada en Sudamérica a mediados del siglo XIX. En ediciones del DRAE de 1984 y 1989, se incluía la acepción de «cobarde» o «afeminado», pero esta acepción fue posteriormente eliminada. Tanto el Diccionario del español de México como el Diccionario de mexicanismos extienden el significado del término para incluir a individuos de bajos recursos, con falta de educación, torpeza e ignorancia. Algunos filólogos señalan que, dada la similitud con el sufijo –aco (presente en palabras como libraco o chismarraco), la forma naco también podría sonar despectiva por simple analogía morfológica.

## Uso actual
En el uso contemporáneo del español mexicano, naco se aplica de manera despectiva a personas consideradas incultas, vulgares o carentes de modales. También puede describir comportamientos, situaciones o estilos asociados con un gusto percibido como inapropiado o exagerado. Por ejemplo, puede aplicarse a personas que visten de manera llamativa o poco convencional, que tienen un lenguaje vulgar o que muestran preferencias culturales asociadas con las clases populares. Aunque en su origen el término tenía una carga vinculada a la discriminación hacia los pueblos indígenas, este sentido ha quedado en desuso. Una encuesta sugiere que en los últimos años, la palabra ha perdido gran parte de su connotación negativa original asociada a la supuesta ignorancia del indígena.
El Diccionario del español usual en México define naco como «que es ignorante y torpe, que carece de educación». Por su parte, el Corpus de referencia del español actual (CREA) confirma que, en sus ejemplos registrados, el vocablo nunca se usa con el significado original de «indígena», sino con el sentido moderno de «ignorante» o «sin educación».

## Consideraciones sociolingüísticas
El término se ha convertido en objeto de estudio por parte de académicos y activistas interesados en las dinámicas de clase y poder en México. Algunos investigadores consideran que refleja la persistencia de actitudes clasistas o discriminatorias, ya que perpetúa estereotipos negativos y prejuicios hacia grupos étnicos y sociales específicos. Se considera un insulto cuya finalidad es marcar una distinción de clase y excluir a quienes se cree que no pertenecen a cierto estatus. Por ello, se ha usado para describir a los advenedizos o nuevos ricos. En algunas situaciones, la palabra puede no tener intención despectiva e incluso demostrar familiaridad. Existen movimientos para recuperar y redefinir el término convirtiéndolo en un símbolo de orgullo popular y oponiéndose al estereotipo discriminatorio. El álbum ¡Naco es chidoǃ del grupo Botellita de Jerez es un ejemplo de ello. De acuerdo con la revista Forbes, la lucha libre mexicana ha reivindicado y comercializado su carácter «naco».

## En la cultura popular
El término ha sido abordado en obras literarias y ensayos, destacando los análisis de Carlos Monsiváis en Días de guardar (1970) y Escenas de pudor y liviandad. Monsiváis comparó al «naco» con figuras anteriores de la cultura popular, como el «peladito» o el «lépero» del siglo XIX y la primera mitad del XX.
Programas de televisión, películas y obras teatrales han recurrido a este concepto para crear personajes y situaciones humorísticas que reflejan las tensiones sociales en México. Históricamente, personajes como Cantinflas llevaron al cine la figura del pobre urbano —el “peladito”—, que después, con la televisión, dio paso a nuevas versiones del estereotipo. El término alcanzó amplia difusión mediática en la década de 1970 a través de personajes televisivos como «El Pirruris» interpretado por Luis de Alba, que satirizaba la discriminación de las clases altas hacia los sectores populares. En el programa televisivo La hora pico, el segmento de «Las Nacas»  caricaturizaba a los personajes «Nacasia» y «Nacaranda» con vestimenta extravagante y modales toscos.